# Giuseppe De Luca

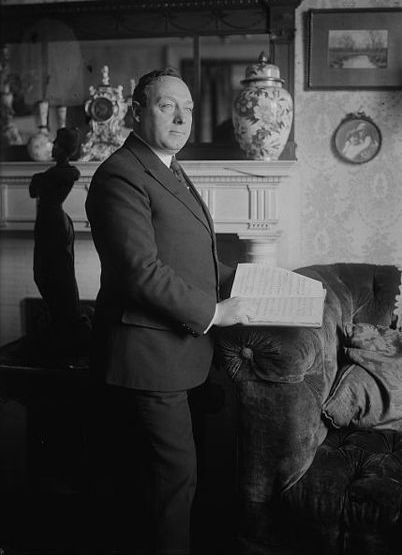
Giuseppe De Luca

Giuseppe de Luca (25 de Dezembro de 1876 - 26 de Agosto de 1950) foi um barítono italiano que teve grandes momentos no Metropolitan Opera House.
De Luca nasceu em Roma. Estudou na mesma cidade com dois famosos professores: Venceslao Persichini e Antonio Cotogni e fez sua estréia em Piacenza em 1897 cantando o personagem Valentin em Faust de Gounod.
Ele apareceu no La Scala de 1902 ficando lá até 1910 e fez sua estréia em Londres no Royal Opera House, Covent Garden em 1907. Ele mudou-se para os Estados Unidos onde se tornou o barítono do Metropolitan Opera por vinte anos, de 1915 até 1935, retornando para a casa de 1939 até 1940. Depois de se retirar dos palcos ele começou a ensinar sobre Voz na Escola Juilliard. 
Morreu em Nova Iorque aos 73 anos de idade.

## Repertório
De Luca é notável por interpretar dois personagens: Sharpless de Madama Butterfly e Gianni Schicchi de Puccini. Mas também fez fama cantando Grisélidis de Massenet, Adriana Lecouvreur de Cilea, Siberia de Giordano, Don Quixotte de Massenet.
O ilustre maestro Arturo Toscanini falou "Absolutamente o melhor barítono que eu ouvi".